# Borov pedic
Borov pedic (znanstveno ime Bupalus piniaria) je metulj iz družine pedicev, ki je razširjen skoraj po celi zahodni Palearktiki, Bližnjem Vzhodu in Severni Afriki.

## Opis in biologija
Odrasli metulji imajo razpon kril med 28 in 35 mm.
Poseljuje iglaste gozdove, kjer leta med majem in junijem. Gosenice se hranijo na borih.

## Podvrste
- Bupalus piniaria bernieri de Lajonquiere, 1958
- Bupalus piniaria espagnolus Eitschberger & Steiniger, 1975
- Bupalus piniaria flavescens White, 1876 (običajno vključen v podvrsto piniaria)
- Bupalus piniaria mughusaria Gumppenberg, 1887 (običajno vključen v podvrsto piniaria)
- Bupalus piniaria piniaria (Linnaeus, 1758)